# Wake Up The Wicked (album, Powerwolf)
Wake Up The Wicked je desáté studiové album německé power metalové skupiny Powerwolf. Album vyšlo 26. července 2024 a bylo publikováno prostřednictvím Napalm Records. 17. května 2024 byl vydán první singl „1589“, jenž vypráví příběh Petera Stumppa, známého také jako 'Vlkodlak z Bedburgu'. Druhý singl „Sinners Of The Seven Seas“ vyšel 21. června 2024 a pojednává o křížových výpravách a conquistadorech.

## Kritický příjem
Blabbermouth.net: Úvodní „Bless 'Em With The Blade“ je téměř dokonalé: méně než tři minuty trvající zpívání, které běží dechberoucím tempem, předvádí rozsáhlou a zářivou produkční práci, která pozvedne každý okamžik. „Sinners of the Seven Seas“ je ještě lepší, zčásti díky refrénu, který se brzy bude zpívat od Salcburku po Santiago, ale také proto, že Powerwolf se stali chvályhodnými zběhlými v tom, jak být radostní a povznášející, a zároveň si zachovávají tu mrtvou, fasádu strašidelné kaple. Dar Němců klást bizarní narážky do centra pozornosti pokračuje na "Kyrie Klitorem", melodramatickém zuřivci s oslepujícím leskem. "Heretic Hunters" se na chvíli zatoulá do folkmetalového území, ale brzy propuká v triumfálnější bombast, v čele se stále impozantnějším Attilou Dornem. Zpěvákův mimořádný hlas a nesmírné charisma byly základní součástí úspěchu Powerwolf a nikdy nezněl tak silněji a velitelsky, jako zde. Na nedávném singlu „1589“ si obléká vypravěčský plášť a vyjednává dynamiku přílivu a odlivu písně s velkým hereckým umem; na brilantně nazvaném "Thunderpriest" se promění v pekelného duchovního z jeho názvu, vyzbrojeného ještě dalšími skvělými melodiemi a refrénem, který praská staroškolskou rozkoší.
Mezitím Powerwolf podpořili svůj největší přínos absurdně konzistentním souborem písní. Ať už jde o orchestrálně vylepšený, chlípný tanec duchů „Viva Vulgata“ nebo návykovou powermetalovou dokonalost „We Don't Wanna Be No Saints“ a delirantní „Joan of Arc“, „Wake Up The Wicked“ je důkazem, že dosažení vrcholu nemusí nutně znamenat smrt ambicí.

## Seznam skladeb
Všechny skladby napsal Matthew Greywolf.
| Pořadí         | Název                       | Délka |
| -------------- | --------------------------- | ----- |
| 1.             | Bless 'em With the Blade    | 2:47  |
| 2.             | Sinners of the Seven Seas   | 3:00  |
| 3.             | Kyrie Klitorem              | 3:03  |
| 4.             | Heretic Hunters             | 3:26  |
| 5.             | 1589                        | 4:04  |
| 6.             | Viva Vulgata                | 3:08  |
| 7.             | Wake Up the Wicked          | 3:39  |
| 8.             | Joan of Arc                 | 3:20  |
| 9.             | Thunderpriest               | 3:21  |
| 10.            | We Don't Wanna Be No Saints | 3:15  |
| 11.            | Vargamor                    | 3:57  |
| Celková délka: | Celková délka:              | 37:07 |

Bonus CD: Manhattan Metal Mass - Live in New York City
| Pořadí | Název                           | Délka |
| ------ | ------------------------------- | ----- |
| 1.     | Faster Than the Flame           | 5:23  |
| 2.     | Incense & Iron                  | 5:34  |
| 3.     | Army of the Night               | 4:38  |
| 4.     | Amen & Attack                   | 4:42  |
| 5.     | Dancing With the Dead           | 4:38  |
| 6.     | Armata Strigoi                  | 6:03  |
| 7.     | Beast of Gevaudan               | 3:43  |
| 8.     | Demons Are a Girl's Best Friend | 3:43  |
| 9.     | Sainted by the Storm            | 4:21  |
| 10.    | Blood for Blood (Faoladh)       | 3:25  |
| 11.    | We Drink Your Blood             | 4:16  |

## Sestava

#### Powerwolf
- Attila Dorn – zpěv
- Falk Maria Schlegel – klávesy, varhany
- Charles Greywolf – basová kytara, elektrická kytara
- Matthew Greywolf – elektrická kytara

- Roel van Helden – bicí

#### Další přispěvatelé
- Rodney Blaze – mužský doprovodný zpěv
- John "Jaycee" Cuijpers - mužské doprovodné vokály
- Zsofia Daňková – výtvarné práce, ilustrace
- Jens De Vos – doplňková bookletová fotografie
- Jos Driessen – inženýrství , sborové inženýrství
- Jasper Erkens – pěvecký sbor
- Nick Hurkmans – dirigent dětského sboru
- Coen Janssen – pěvecký sbor
- Ted Jensen – mastering
- Jan Willem Ketelaers – mužské doprovodné vokály
- Pa'dam Chamber Choir  – sbor
- Peter Sallai – doplňkové ilustrace bookletu
- Ingo Spörl – layout
- Joost van den Broek – produkce , mix , nahrávka sboru , aranžmá sboru , bodování sboru , křik sboru , doplňkové programování , orchestrace
- Johan van Stratum – pěvecký sbor
- VD Pictures – fotografie
- Volgspot Class 2 – dětský sbor